# أنطونيو دي أنتوني
أنطونيو دي أنتوني (بالألمانية: Anton d’Antoni)‏ هو موزع وموسيقي وملحن نمساوي، ولد في 25 يونيو 1801 في باليرمو في إيطاليا، وتوفي في 1859.